# قارچ مرجانی مودار
قارچ مرجانی مودار (نام علمی: Clavariachaete) نام یک سرده از تیره زبرپردگان است.